# Тыкывак
Тыкывак — в эскимосской мифологии один из тугныгаков. Олицетворение мороза, холода в виде человекоподобного духа. Насылает стужу и снег, создаёт на земле трещины от мороза.
Существует суеверие, что земля трескается, когда Тыкывак падает на землю недалеко от жилища. Чтобы избежать неблагоприятной ситуации, следует постучать ему в ответ.
В одном из эскимосских мифов смелый юноша борется с духами-тугныгаками. Он призывает людей в других жилищах не бояться Тыкывака и не отвечать ему, а сам предпринимает неудачную попытку поймать духа мороза. Тыкывак уходит сквозь землю вместе с брошенным в него гарпуном. На следующий день, приняв облик старика, дух заманивает юношу в свою ярангу и обманным путём убивает его.